# Crescentnebulosan
Crescentnebulosan (även känd som NGC 6888, Caldwell 27, Sharpless 105) är en emissionsnebulosa i stjärnbilden Svanen och befinner sig på cirka 5 000 ljusårs avstånd från solen. Den upptäcktes av Friedrich Wilhelm Herschel 1792. Den bildades av att den snabba stjärnvinden från Wolf–Rayet-stjärnan WR 136 (HD 192163) kolliderade med och aktiverade den tidigare långsammare solvinden från när stjärnan var en röd jätte för ca 250 000 till 400 000 år sedan. Resultatet av kollisionen är ett skal och två chockvågor, en rör sig utåt och en rör sig inåt. Den inåtgående chockvågen hettar upp stjärnvinden till röntgenstrålande temperaturer.

## Synlighet
Crescentnebulosan är ett ganska litet objekt beläget ungefär två grader sydväst om Sadr. Även om den anses ljusstark enligt astronomiska avbildningsstandarder är den visuellt relativt svag. För de flesta teleskop krävs ett UHC- eller OIII-filter för att kunna se den. Under gynnsamma omständigheter kan ett teleskop så litet som 8 cm öppning (med filter) se dess nebulositet. Större teleskop (20 cm eller mer) visar halvmånen eller en euroteckenform, vilket får vissa att kalla den "Halvmånebulosan". 

## Galleri

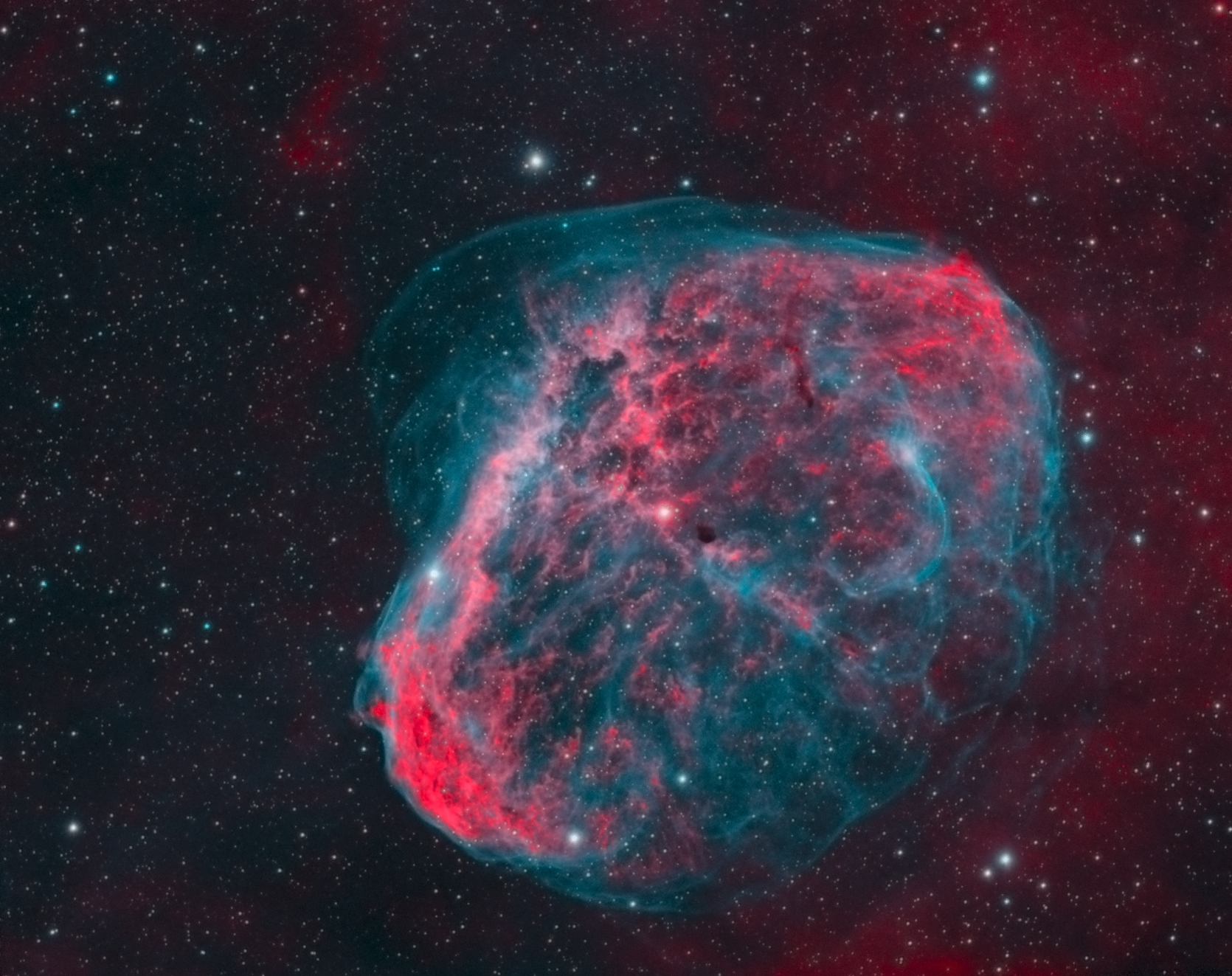
NGC 6888 i ljus från väte och syre. HOO-paletten. Avbildad av Don Christopher Deaver
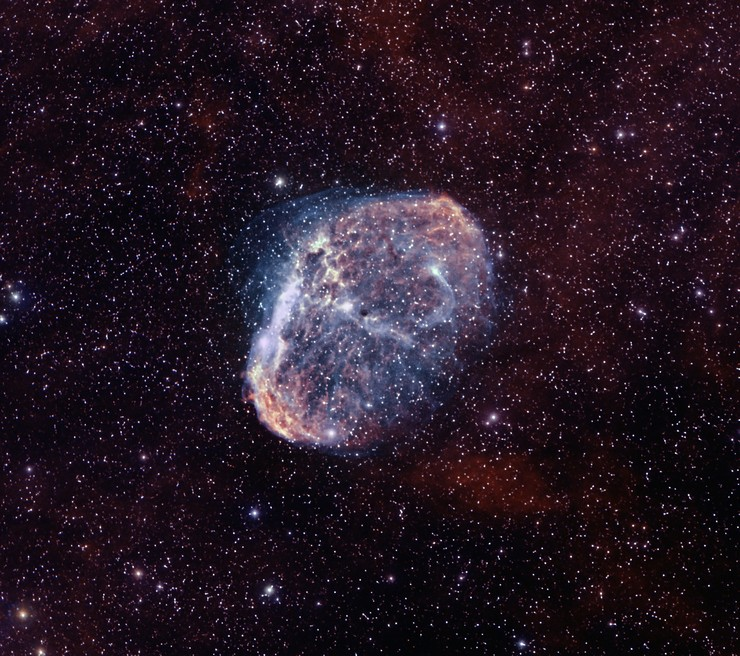
Halvmånenebulosan i H-alfa och OIII. Avbildad med ett 715 mm brännviddsteleskop. Vätgasen är röd. Syret är blått.
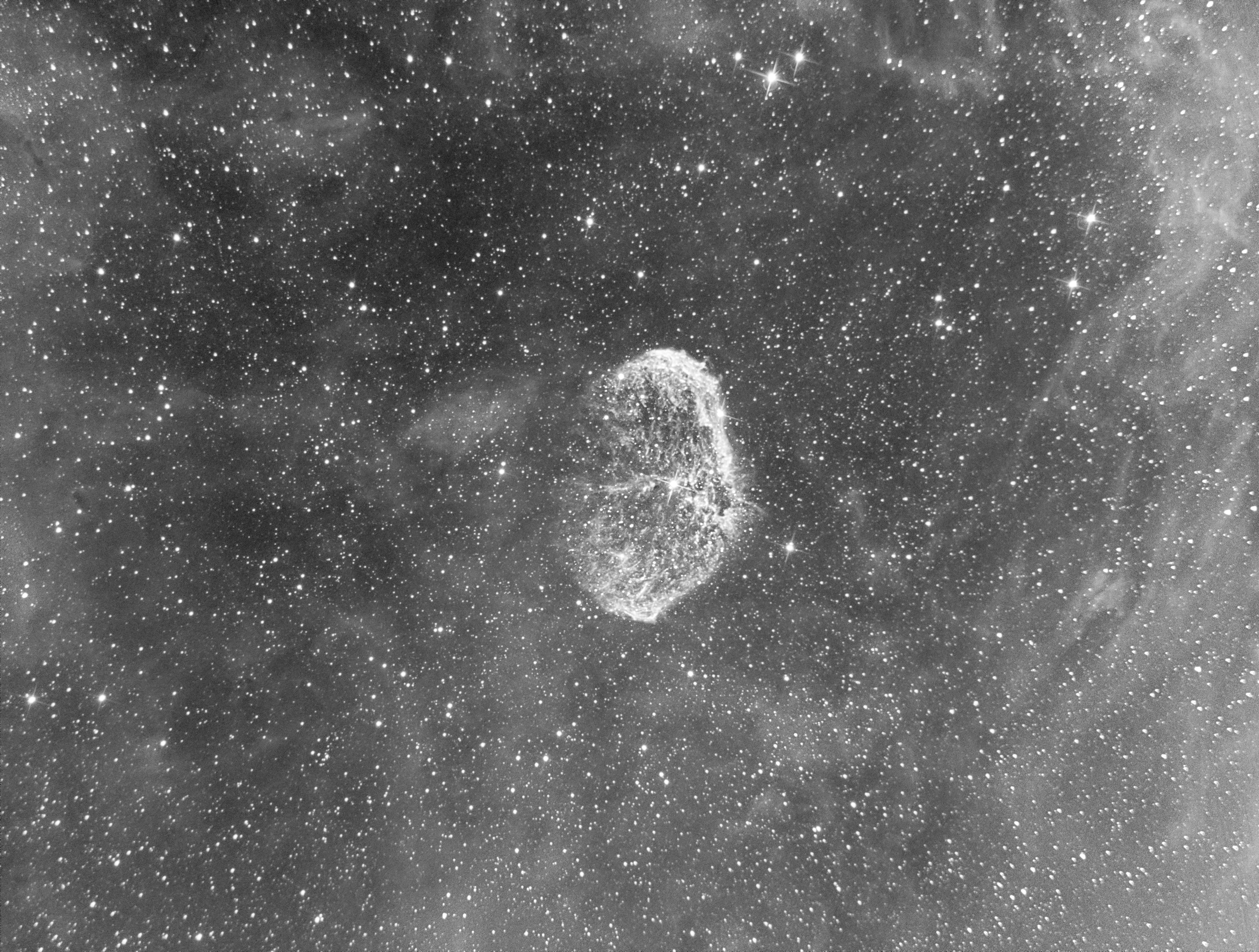
Bild av NGC 6888 med H-alfa-filter.
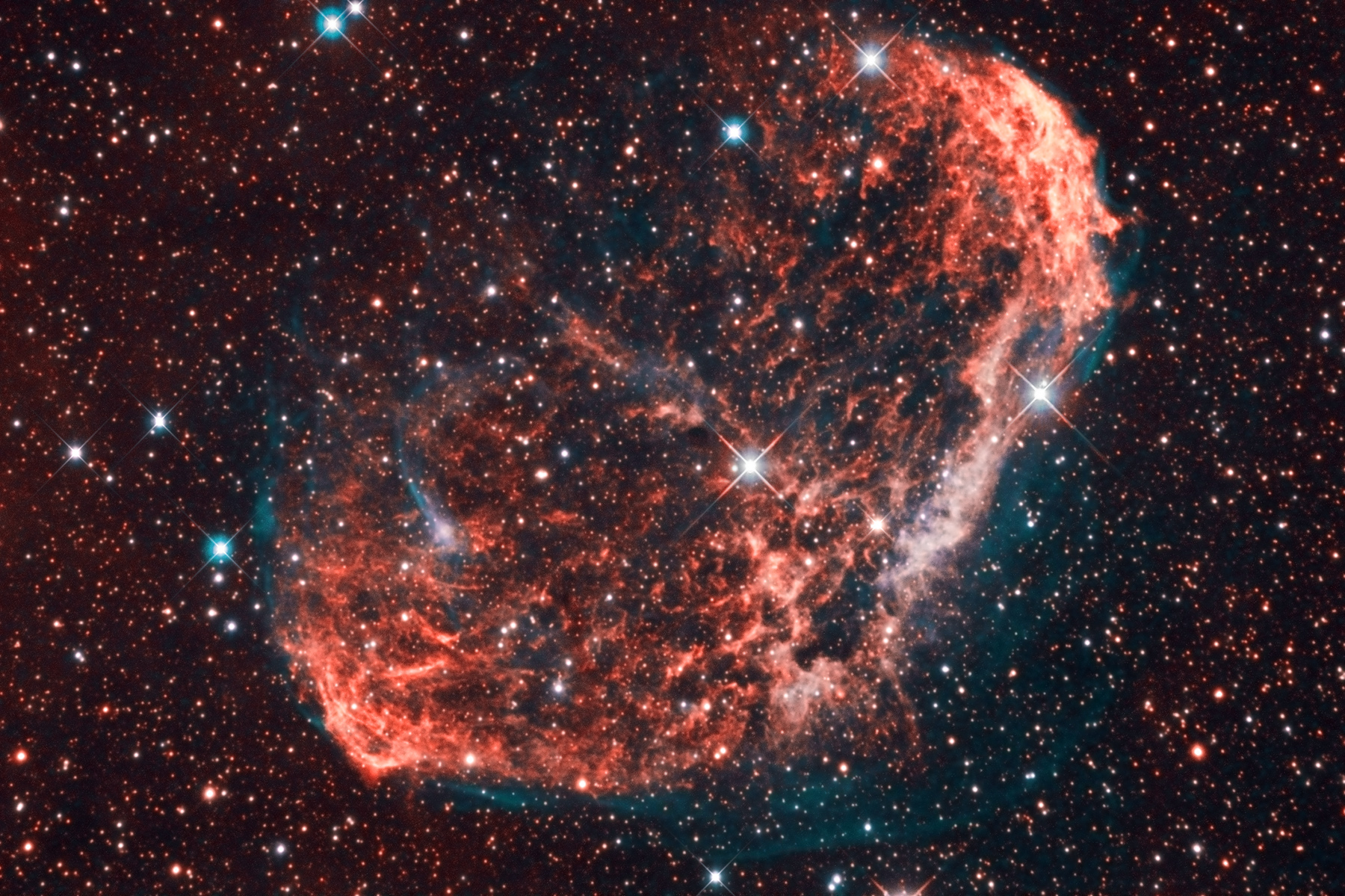
Bild av NGC 6888 tagen i smalband av amatörastronomen Luca Moretti
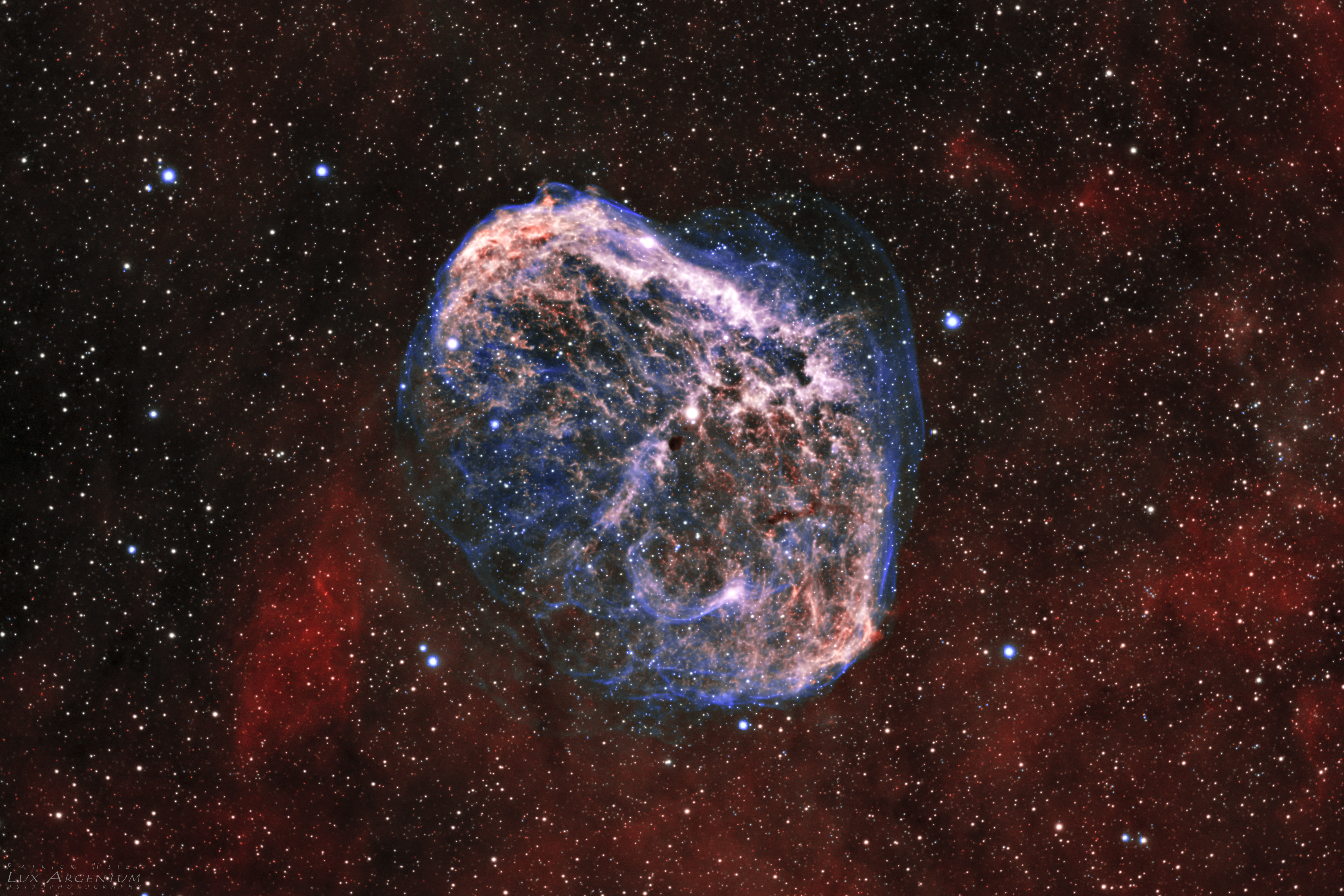
NGC 6888 avbildad i 3 nm väte-alfa och syre-III smalband vid 2800 mm brännvidd av amatörastronomen Patrick Hsieh.
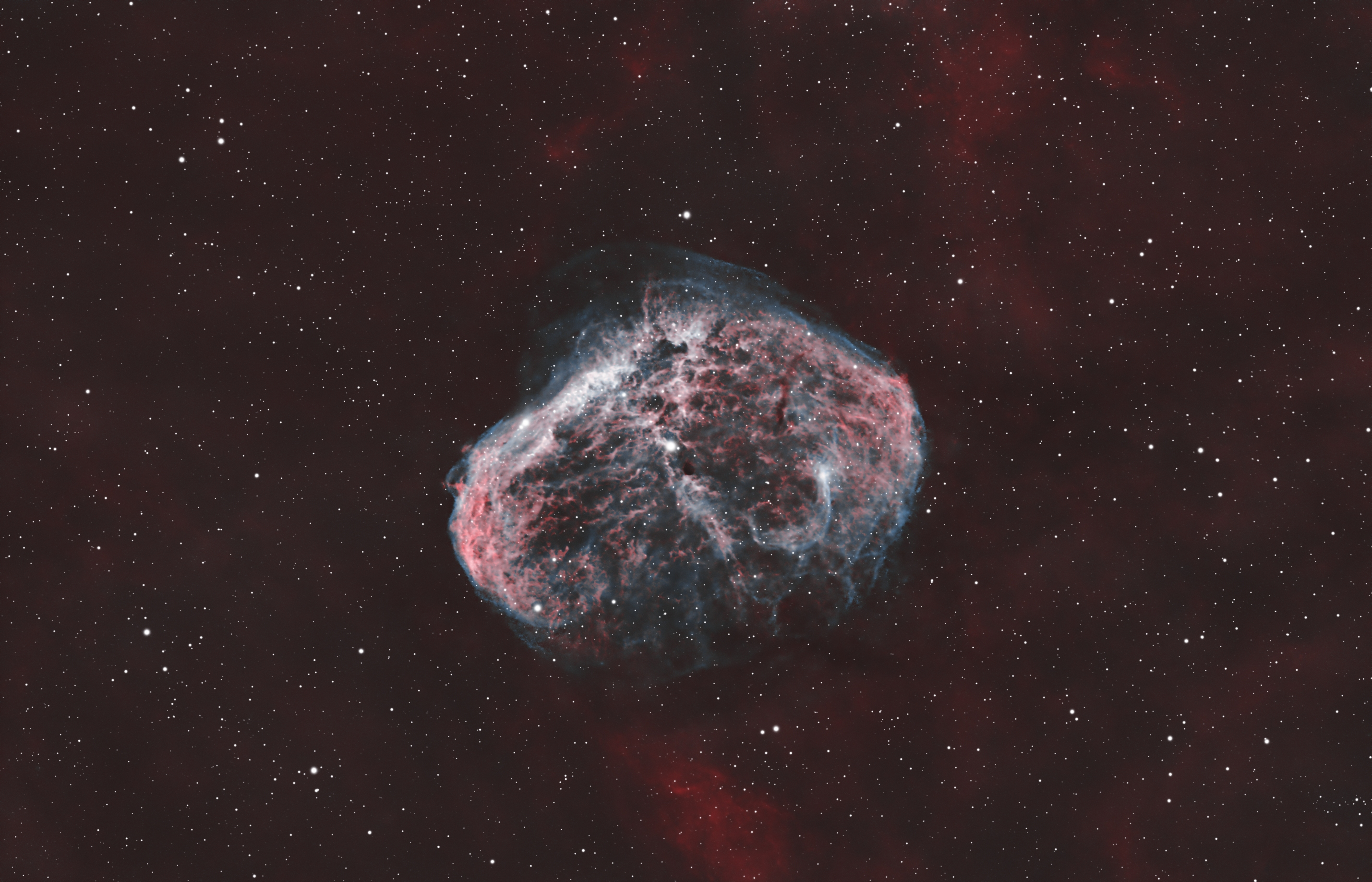
Halvmånenebulosan (Caldwell27) fångades av David Rousseau från en urban plats i Québec, Kanada, med hjälp av Ha- och OIII-smalbandsfilter.
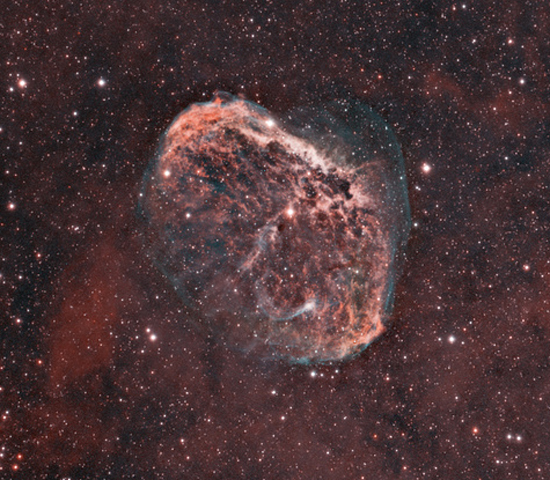
Halvmånenebulosan, tagen av en amatörastronom